# Halcón de Quraish

Halcón de Quraish sin lema ni bandera

El conocido como halcón de Quraish es un símbolo que se encuentra en numerosos emblemas, blasones y banderas de varios estados del mundo árabe. Los árabes de la península arábiga, hoy en día especialmente aquellos del golfo pérsico, son expertos cetreros; los halcones son visto como un símbolo de estatus y es uno de los animales favoritos de los árabes. También en la tradición escrita sobre los Quraysh y Mahoma afirman que el halcón fue usado como símbolo del clan. De hecho, muchas variantes del halcón Quraishi eran y son vistas en banderas, blasones, sellos, emblemas de muchos Estados Árabes en la actualidad. En este sentido, el halcón de Quraish es un rival de la conocida como Águila de Saladino.

## Usos en escudos oficiales

Halcón de Quraish en el escudo de Kuwait.
Halcón de Quraish en el escudo de Emiratos Árabes Unidos
Halcón de Quraish en el escudo de Abu Dabi.
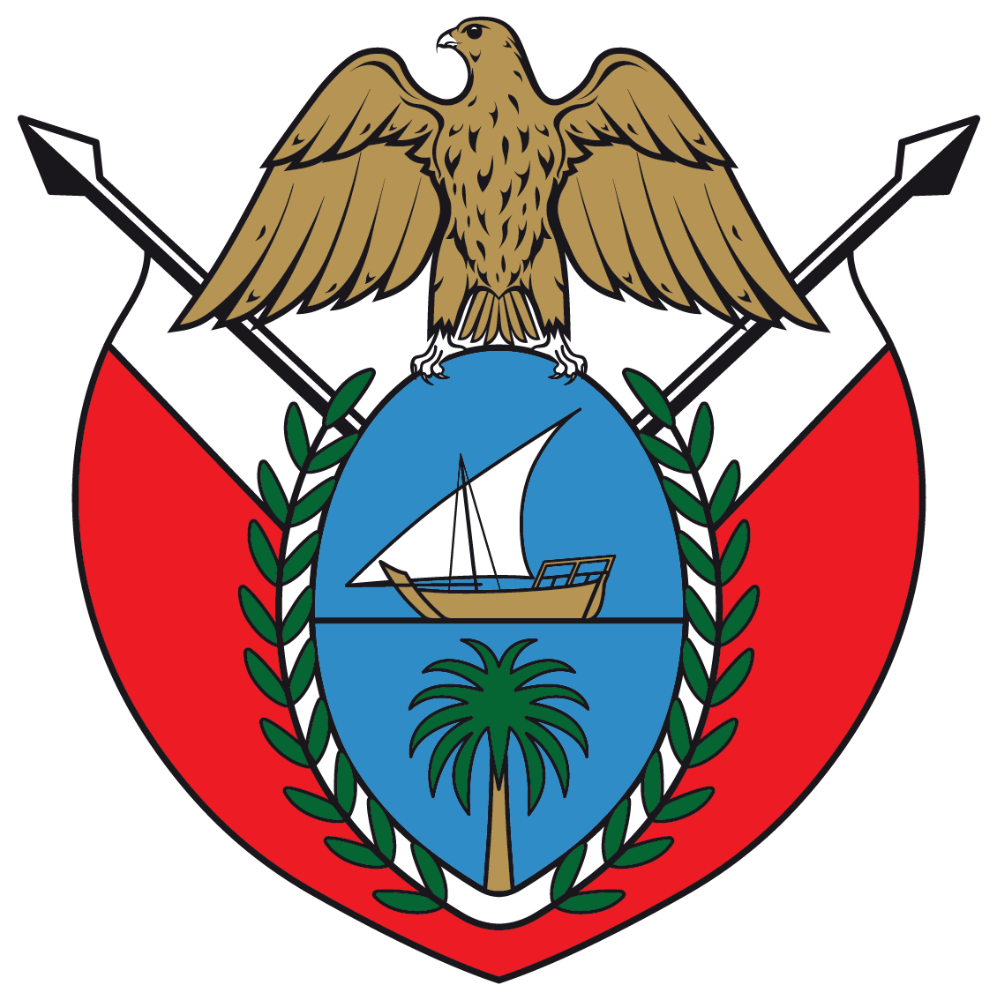
Halcón de Quraish en el escudo de Dubái.

## Usos en escudos históricos

Halcón de Quraish en el escudo de Kuwait (1940-1956)
Halcón de Quraish en el escudo de Kuwait (1956-1962)
Halcón de Quraish en el escudo de la Federación de Repúblicas Árabes (incluyendo Egipto, Siria y Libia) (1972-1984, 80, 77)
Halcón de Quraish en el escudo de Libia (1977-2011)
Halcón de Quraish de la República de Siria (1930-58) y (1961-1963)
Halcón de Quraish en el escudo de la Siria baazista (1963-1972)
Halcón de Quraish en el escudo de la República Árabe Siria (1980-2024)

## Usado por parte de organizaciones políticas

Halcón de Quraish usado por el Ejército de Liberación de Palestina
Halcón de Quraish en el escudo del Gobierno de Tobruk
Halcón de Quraish en el escudo del Gobierno de transición de Siria (2024-actualidad)